# Tiy-Merenese
Tiy-Merenese, Teye-Merenaset, Tiye-Mereniset ("Tiy, estimada d'Isis") va ser una reina egípcia de la XX dinastia. Era la Gran Esposa Reial del faraó Setnakht i la mare de Ramsès III.
|                         |    |   |   |         |    |        |
| \| \| \| \| \| \| \| \| |    |   |   |         |    |        |
|                         |    |   |   |         |    |        |
| ti                      | Z4 | i | i | N36 · n | Q1 | t · H8 |

| ti | Z4 | i | i | N36 · n | Q1 | t · H8 |

|                         |    |   |   |         |    |        |
| \| \| \| \| \| \| \| \| |    |   |   |         |    |        |
|                         |    |   |   |         |    |        |
| ti                      | Z4 | i | i | N36 · n | Q1 | t · H8 |

| ti | Z4 | i | i | N36 · n | Q1 | t · H8 |

|                         |    |   |   |         |    |        |
| \| \| \| \| \| \| \| \| |    |   |   |         |    |        |
|                         |    |   |   |         |    |        |
| ti                      | Z4 | i | i | N36 · n | Q1 | t · H8 |

| ti | Z4 | i | i | N36 · n | Q1 | t · H8 |

|                         |    |   |   |         |    |        |
| \| \| \| \| \| \| \| \| |    |   |   |         |    |        |
|                         |    |   |   |         |    |        |
| ti                      | Z4 | i | i | N36 · n | Q1 | t · H8 |

| ti | Z4 | i | i | N36 · n | Q1 | t · H8 |

És l'única dona coneguda de Setnakht, primer rei de la dinastia XX. Tots els 9 reis següents de la dinastia, fins a Ramsès XI, descendeixen directament de Sethnakht i Tiy-Merenese. Sethnakht va morir només tres anys després de l'accés al tron, el 1186 aC, i no se li coneixen d'altres esposes.
Apareix representada juntament amb el seu marit en una estela a Abidos. En aquesta estela s'hi mostra un sacerdot anomenat Meresiotef adorant Setnakht i Tiy-Merenese, i el seu fill Ramsès III hi apareix fent ofrenes. Tiy-Merenese també apareix en alguns blocs trobats a Abidos que van ser reutilitzats en altres edificis.
S'especula que potser era una filla de Merneptah, el que la convertiria també en neta de Ramsès II.
A Tiy-Merenese se li coneixen els següents títolsː
- Reina consort d'Egipte
- Gran Esposa Reial
- Filla del Rei
- Germana del Rei
- Mare del Rei